# Victor Gruen
Victor Gruen, egentligen Victor David Grünbaum, född 18 juli 1903 i Wien, Österrike, död 14 februari 1980 i Wien, var en österrikisk arkitekt. Gruen ritade en av de första butiksgalleriorna, Southdale Center (1956), belägen i Minneapolisförorten Edina, Minnesota, USA. Han ritade även Midtown Plaza i Rochester som var den första shoppinggallerian i USA som låg i centrum av en stad (invigd 1962).